# الزيارة (فلم)
الزيارة (بالإنجليزية: The Visit) هو فيلم رعب كوميدي من تأليف وإخراج إم. نايت شيامالان وبطولة أوليفيا ديجون وإد أوكسينبود وديانا دونغان وبيتر مكروبي وكاثرين هان.

## وصلات خارجية
- مقالات تستعمل روابط فنية بلا صلة مع ويكي بيانات

لا توجد روابط لمواقع التواصل الاجتماعي.